# Agylla pseudobisecta
Agylla pseudobisecta är en fjärilsart som beskrevs av Rothschild 1912. Agylla pseudobisecta ingår i släktet Agylla och familjen björnspinnare. Inga underarter finns listade i Catalogue of Life.